# Diaspora (software)
Diaspora (estilizado como diaspora*) é um software de código aberto que implementa um serviço de rede social distribuída. O projeto está atualmente em desenvolvimento por Dan Grippi, Maxwell Salzberg, Raphael Sofaer e Ilya Zhitomirskiy estudantes da New York University's Courant Institute of Mathematical Sciences.
Os desenvolvedores tem por objetivo criar um serviço descentralizado como alternativa para vários serviços de redes sociais como o Facebook.
O Diaspora permite que os usuários configurem um servidor próprio para hospedar conteúdo como: compartilhar status, fotografias e outras informações sociais. Uma versão previa foi lançada em 15 de setembro 2010, e uma versão alfa foi lançada em 23 de novembro de 2010, o projeto usa a licença AGPL